# Инишнабро
Инишнабро (ирл. Inis na Bró, англ. Inishnabro) — необитаемый остров на юго-западе Ирландии, графство Керри, один из островов Бласкет.

### География
Инишнабро отделён от соседнего с ним острова Инишвикиллан проливом шириной около 200 метров. Наивысшая точка острова — 175 метров. Общая площадь острова составляет 41,3 гектара.

### История
В 1973 году американский пионер коммерческих космических полётов Гэри Хадсон собирался использовать Инишнабро в качестве стартовой площадки для запуска своих кораблей. Однако его доклад при министерстве иностранных дел Ирландии сочли на грани научной фантастики и «гигантской мистификацией», и проект был отклонён.